# Ley de Conversión Metálica
La Ley n.° 227, más conocida como Ley de Conversión Metálica fue una ley chilena publicada en el Diario Oficial el 11 de febrero de 1895. Consistía en una conversión monetaria que se haría al cambio de 18 peniques y desde junio del mismo año, el propio Estado pagaría sus billetes a quienes lo solicitaran en las monedas metálicas establecidas para su valor. Los billetes rescatados serían incinerados mensualmente.
Establecía, además, que desde el 31 de diciembre de 1897 el papel moneda del Estado sería pagado a su presentación en las oficinas que fuesen para ello designadas, por el valor equivalente al peso de 25 gramos de plata y 9 décimas de fino, con la moneda de oro establecida en dicha ley. En esa misma fecha quedaría, entonces, desmonetizado el billete fiscal. De acuerdo con la nueva ley se pondría en circulación tres clases de monedas de oro, denominadas cóndor, doblón y escudo. La unidad monetaria sería la vigésima parte de un cóndor, o la décima parte de un doblón, o la quinta parte de un escudo y se denominaría peso.
Durante el gobierno vicepresidencial de Luis Barros Borgoño, el 16 de octubre de 1925, la ley fue derrogada.

## Propósito
Con el fin de proponer el ingreso al régimen metálico se llevó a cabo un proyecto de ley encaminado a solucionar el problema de la conversión metálica, un tema de especial preocupación del presidente Jorge Montt y cuya responsabilidad recayó principalmente en el gabinete presidido por Ramón Barros Luco.
El 16 de marzo de 1895 salieron a circulación los nuevos pesos de plata, provocando gran regocijo en las calles. La población los hacía sonar para dar a conocer la noticia y se movía intensamente para procurar tener las monedas. Mayor fue el júbilo cuando aparecieron las primeras monedas de oro, el 1 de junio del mismo año. Habían terminado los diecisiete años del reinado del papel moneda.

## Reacciones
Sobre esta conversión se declaró en el Senado que; "no se conforma el proyecto al ideal ni a las doctrinas que hemos sostenido cada cual en materias económicas. Es un arbitrio, acaso doloroso para muchos, pero que pone de una vez por todas término al curso forzoso, del cual no pueden salir los pueblos sino mediante enérgicos esfuerzos y duros sacrificios". La base capital del proyecto era la conversión inmediata, lo cual no requería más tiempo del que fuese necesario para reunir el metálico.